# Лолардизъм
Лолардизмът (на английски: Lollardy) е християнско религиозно движение в Англия през XIV – XVI век.
То води началото си от учението на богослова Джон Уиклиф (1328 – 1384), критикуващ църковната йерархия и застъпващ се за следване на Библията, която превежда на простонароден език, за да бъде по-достъпна за вярващите. Макар и осъден от Църквата като ерес, лолардизмът първоначално има поддръжници сред аристокрацията и е подложен на системни преследвания едва след Селското въстание от 1381 година, част от участниците в което са лоларди. Въпреки опитите на властите да го унищожат лолардизмът просъществува до XVI век, когато се влива в по-широкото движение на Английската реформация.

## Вижте още
- Хуситство